# Anjel a čert
Anjel a čert je československý animovaný televizní seriál, který zobrazuje příběhy na téma dobra a zla, anděla a čerta. Seriál byl vyroben v roce 1990.

## Seznam dílů
- Čert a prameň
- Čert a lampa
- Čert a zebra
- Čertia škola